# Missões diplomáticas do Chile

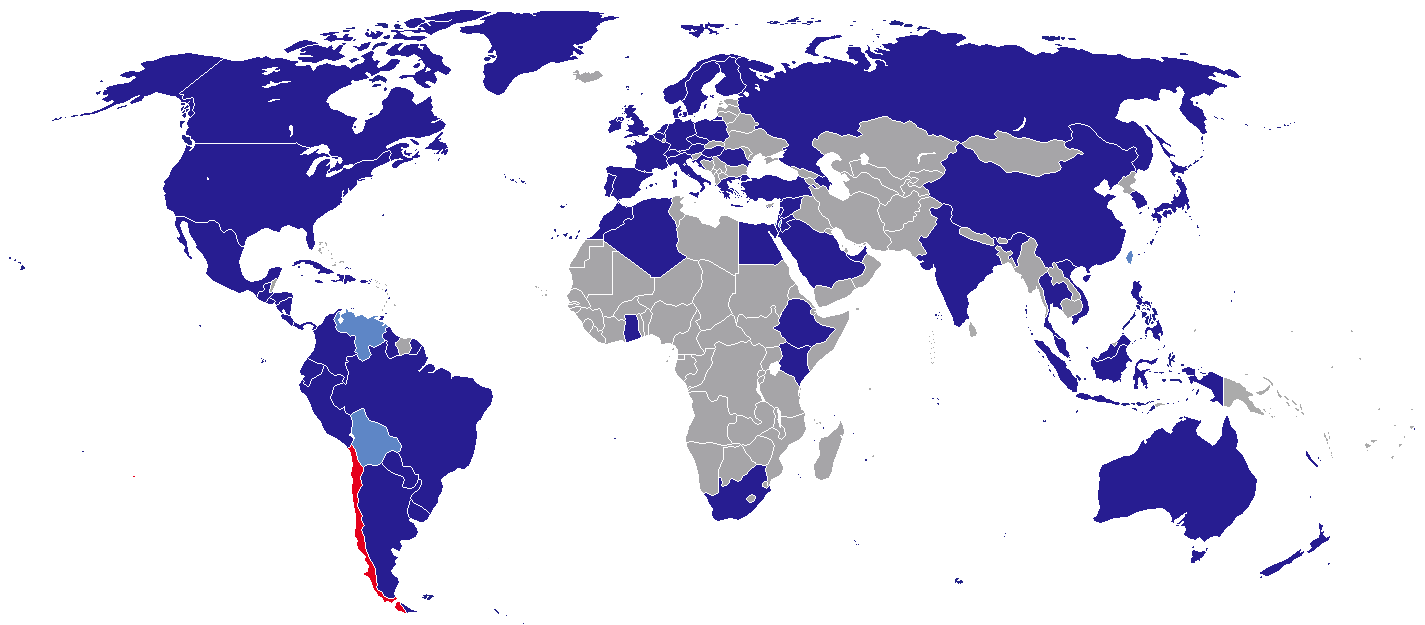
Mapa das missões diplomáticas do Chile

Abaixo se encontra as embaixadas e consulados do Chile:

## Embaixadas e consulados do Chile

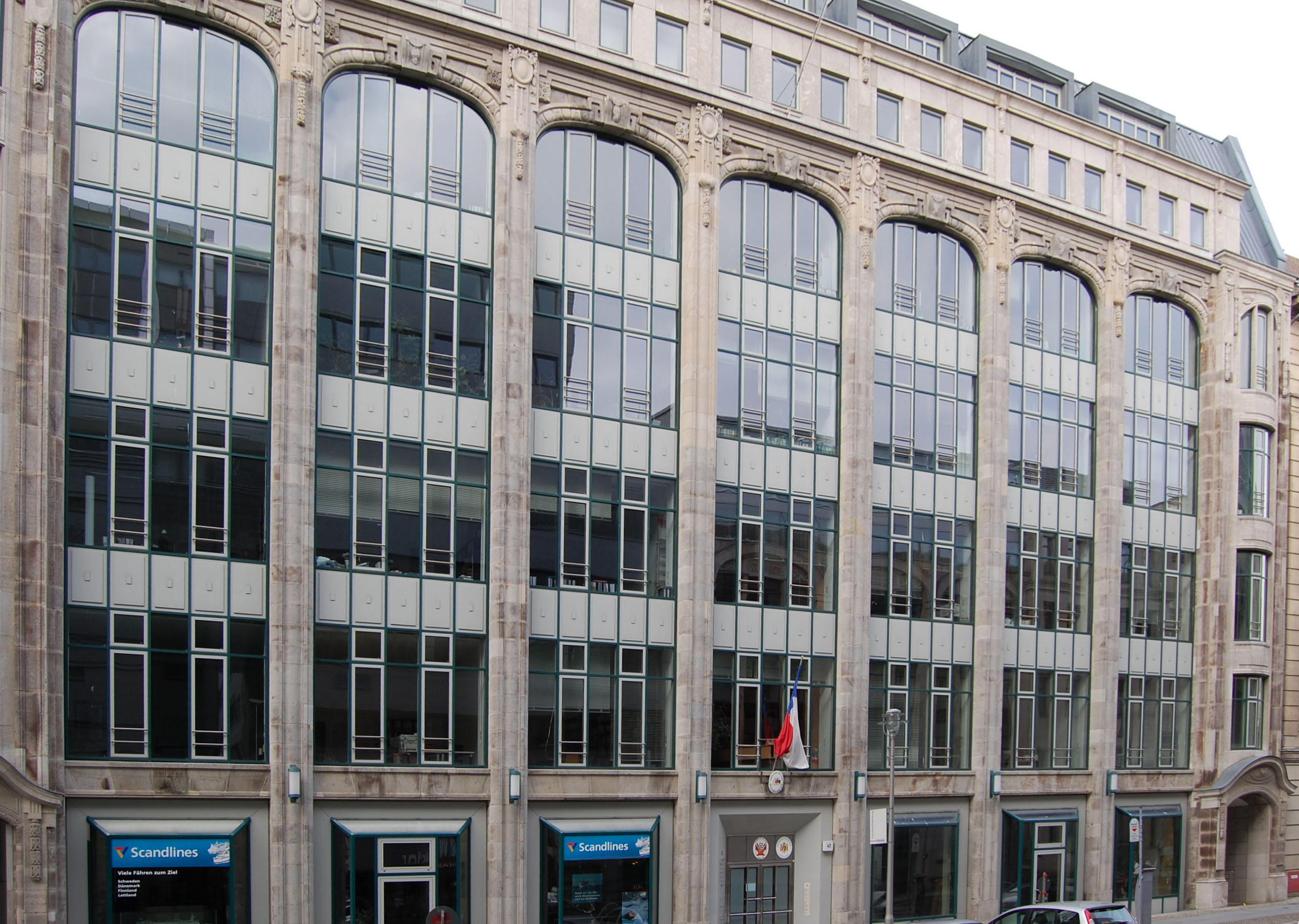
Embaixada do Chile em Berlim

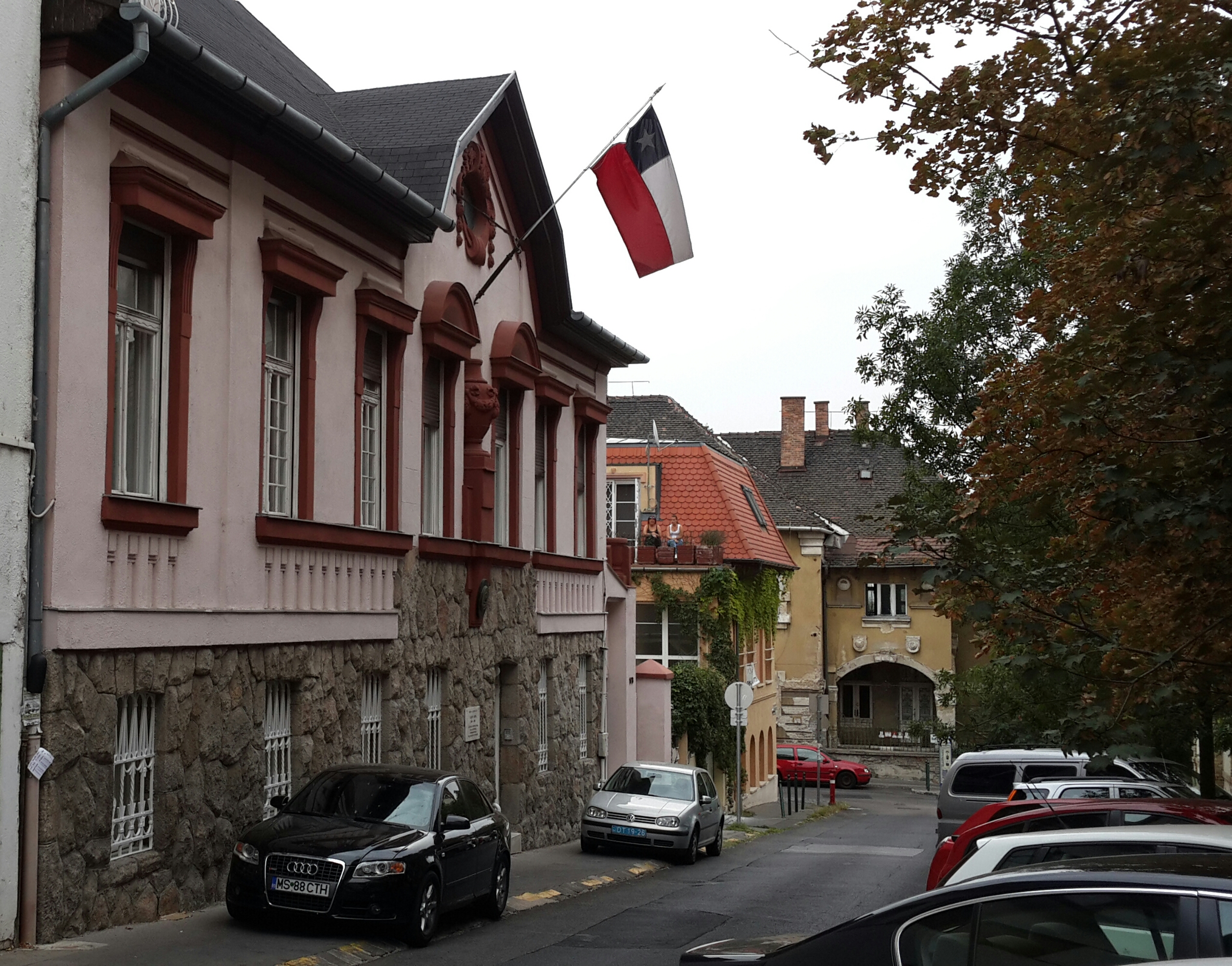
Embaixada do Chile em Budapest

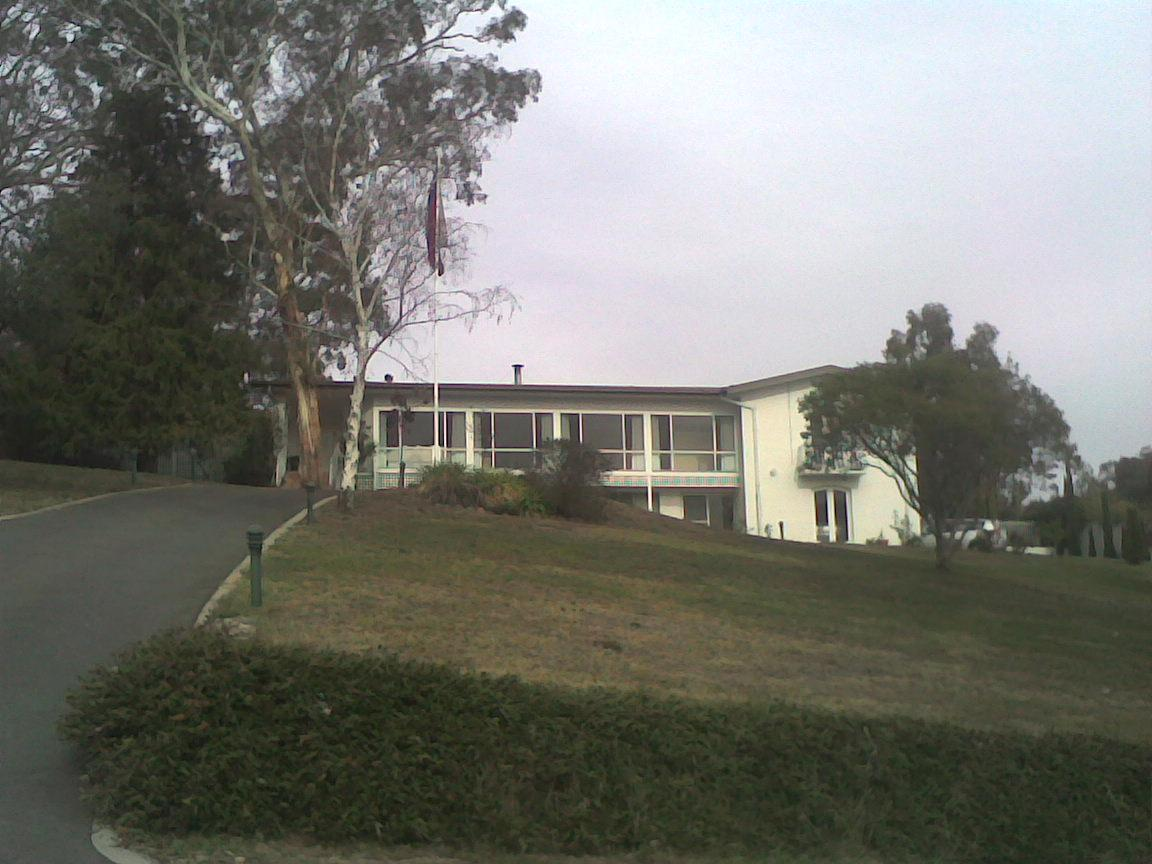
Embaixada do Chile em Canberra

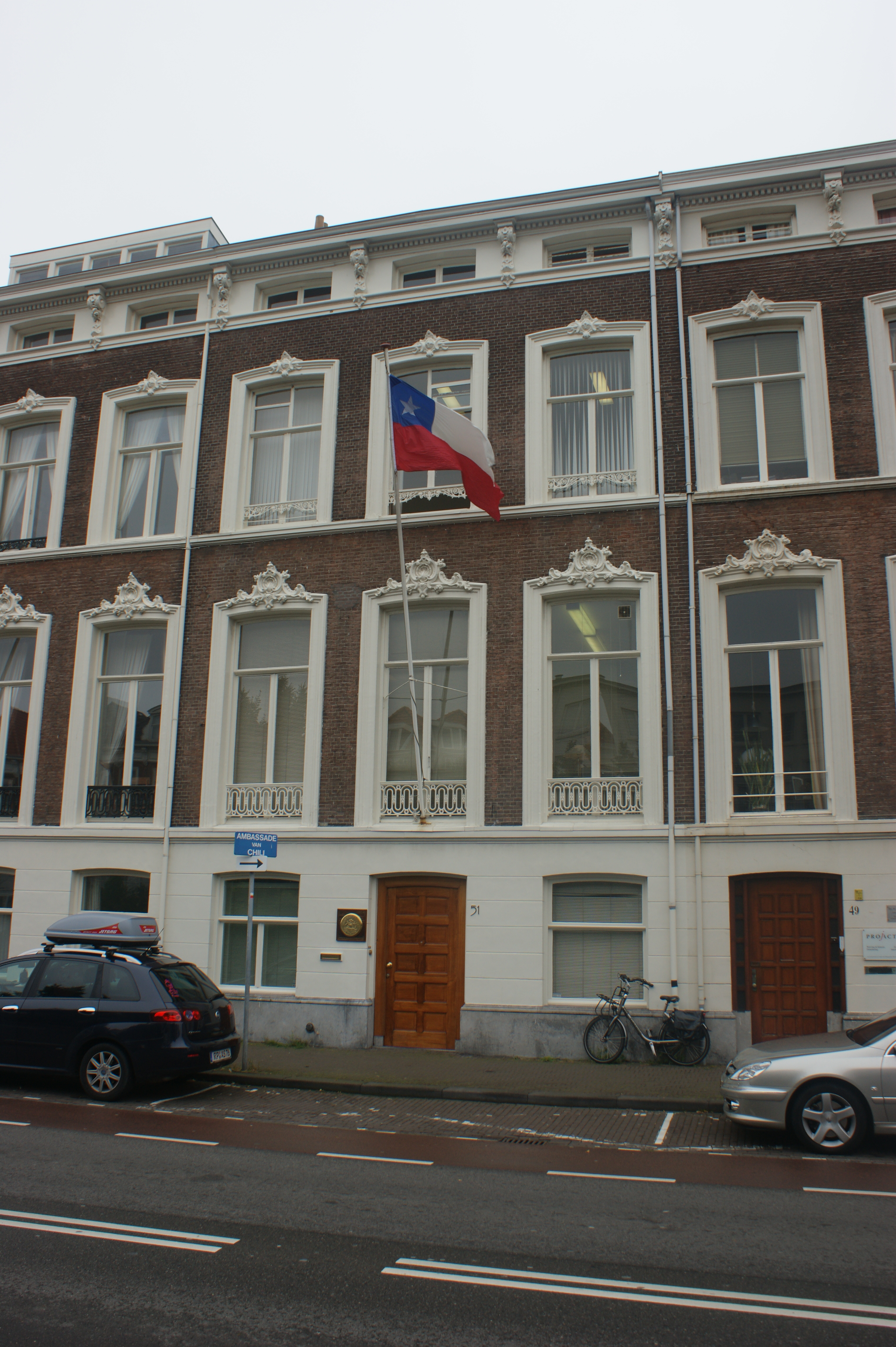
Embaixada do Chile em a Haia

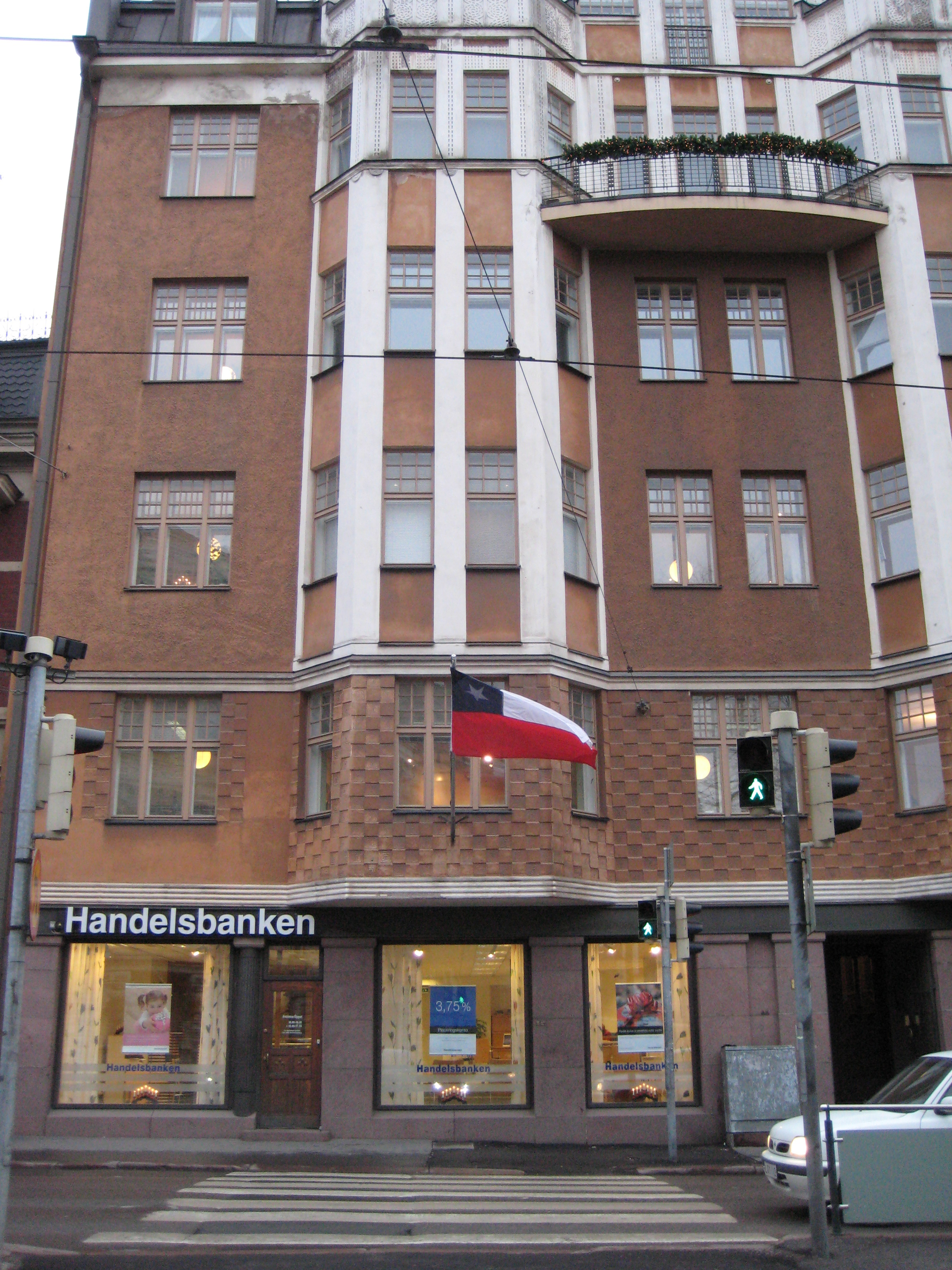
Embaixada do Chile em Helsínquia

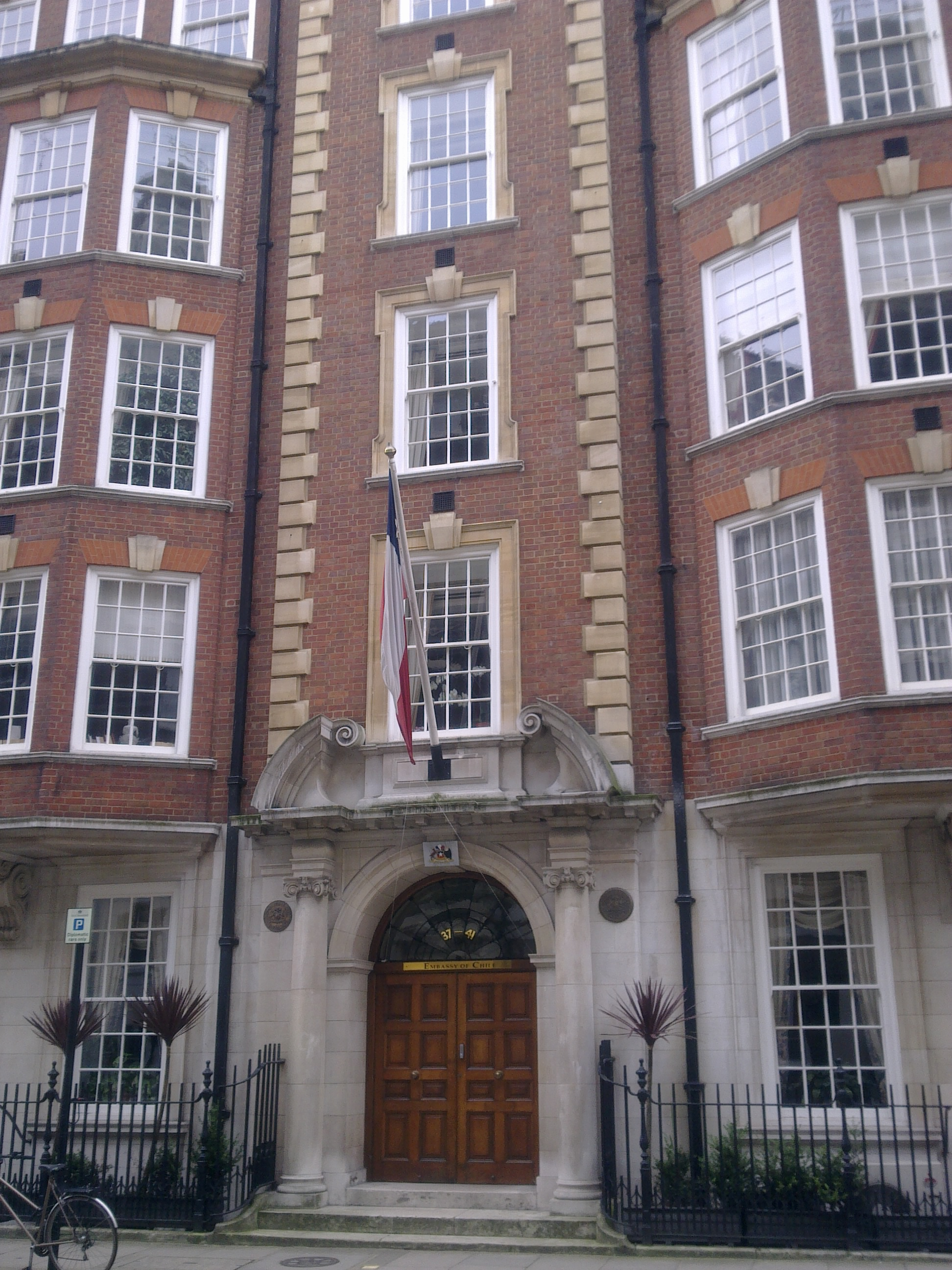
Embaixada do Chile em Londres

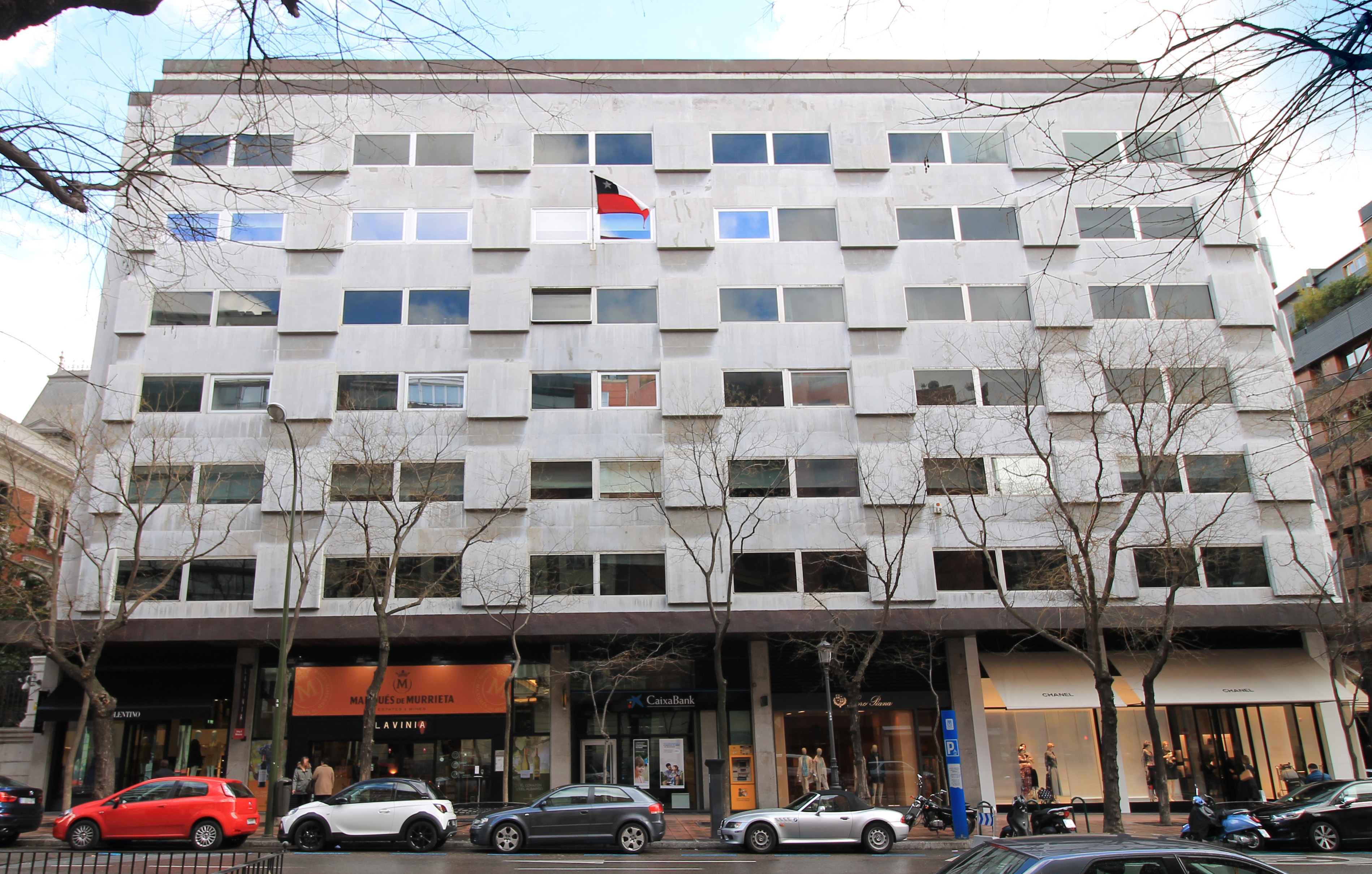
Embaixada do Chile em Madrid

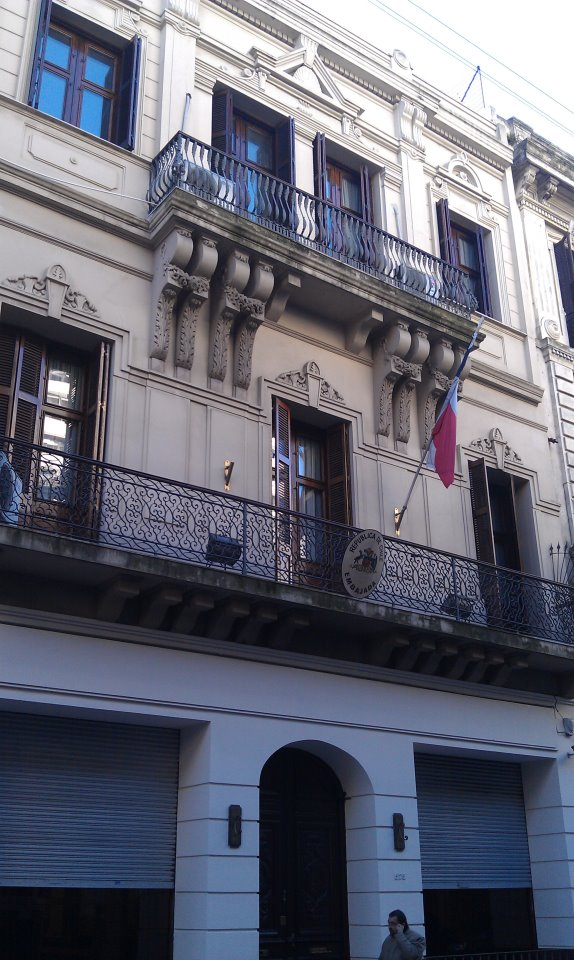
Embaixada do Chile em Montevideo

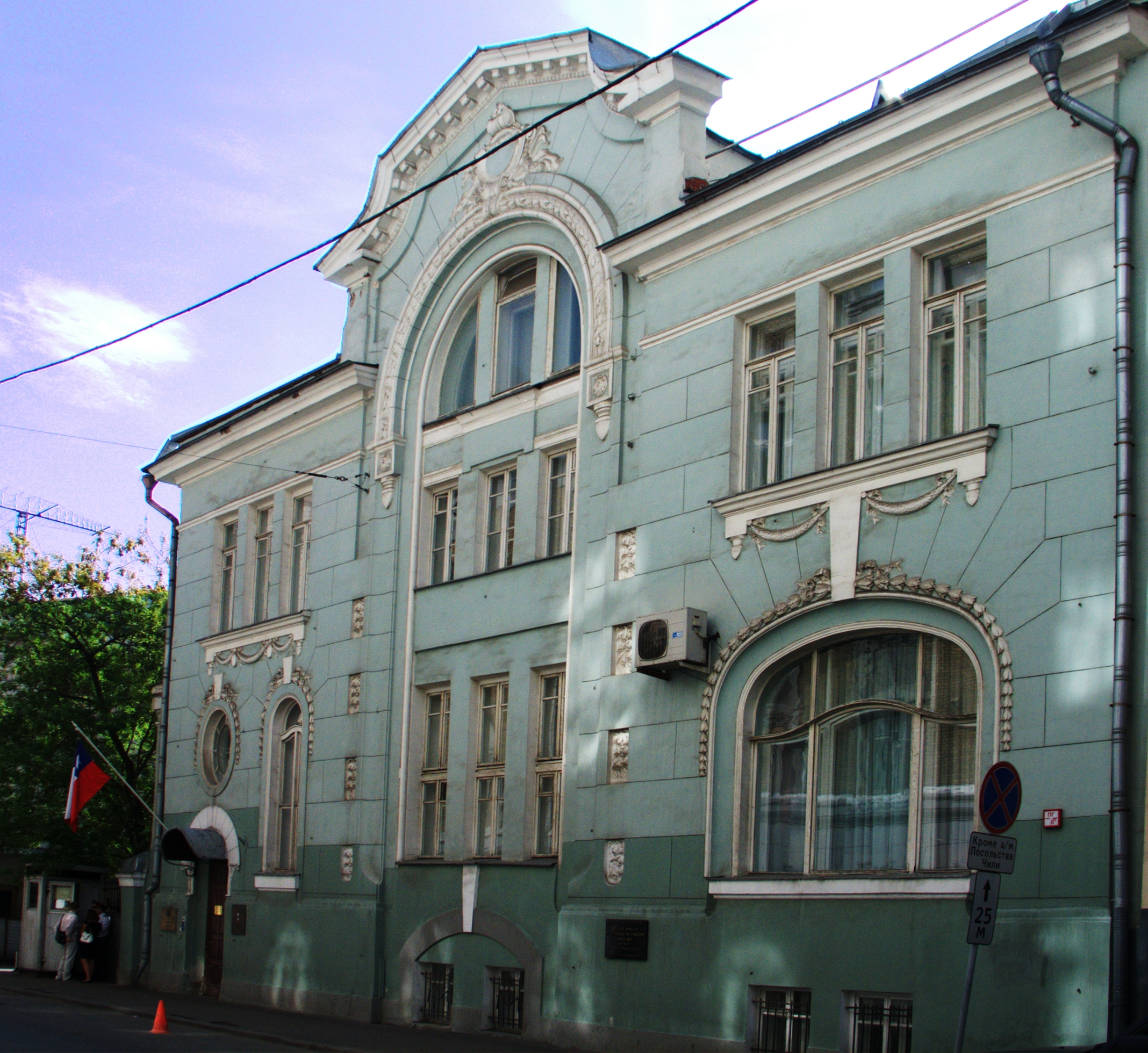
Embaixada do Chile em Moscou

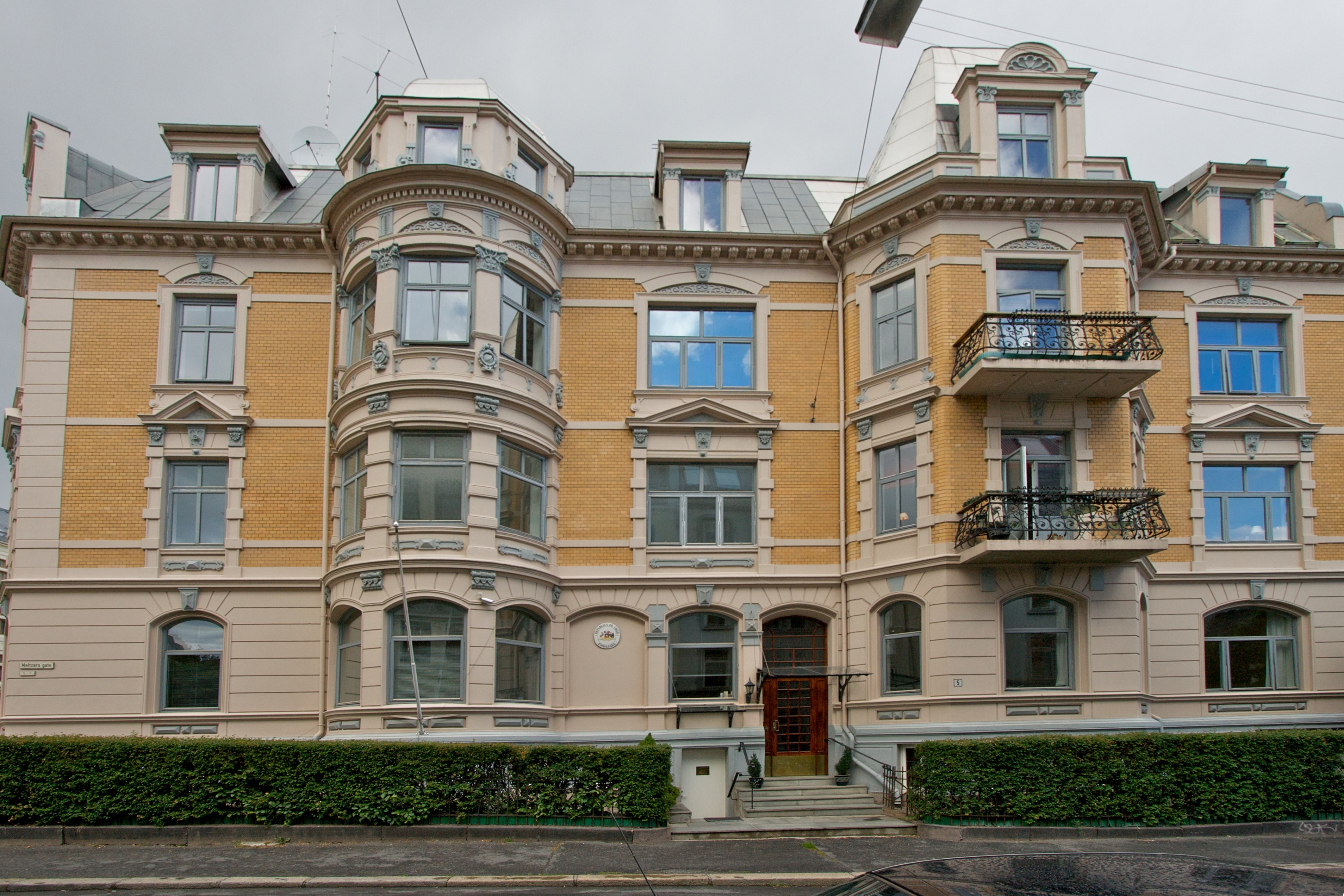
Embaixada do Chile em Oslo

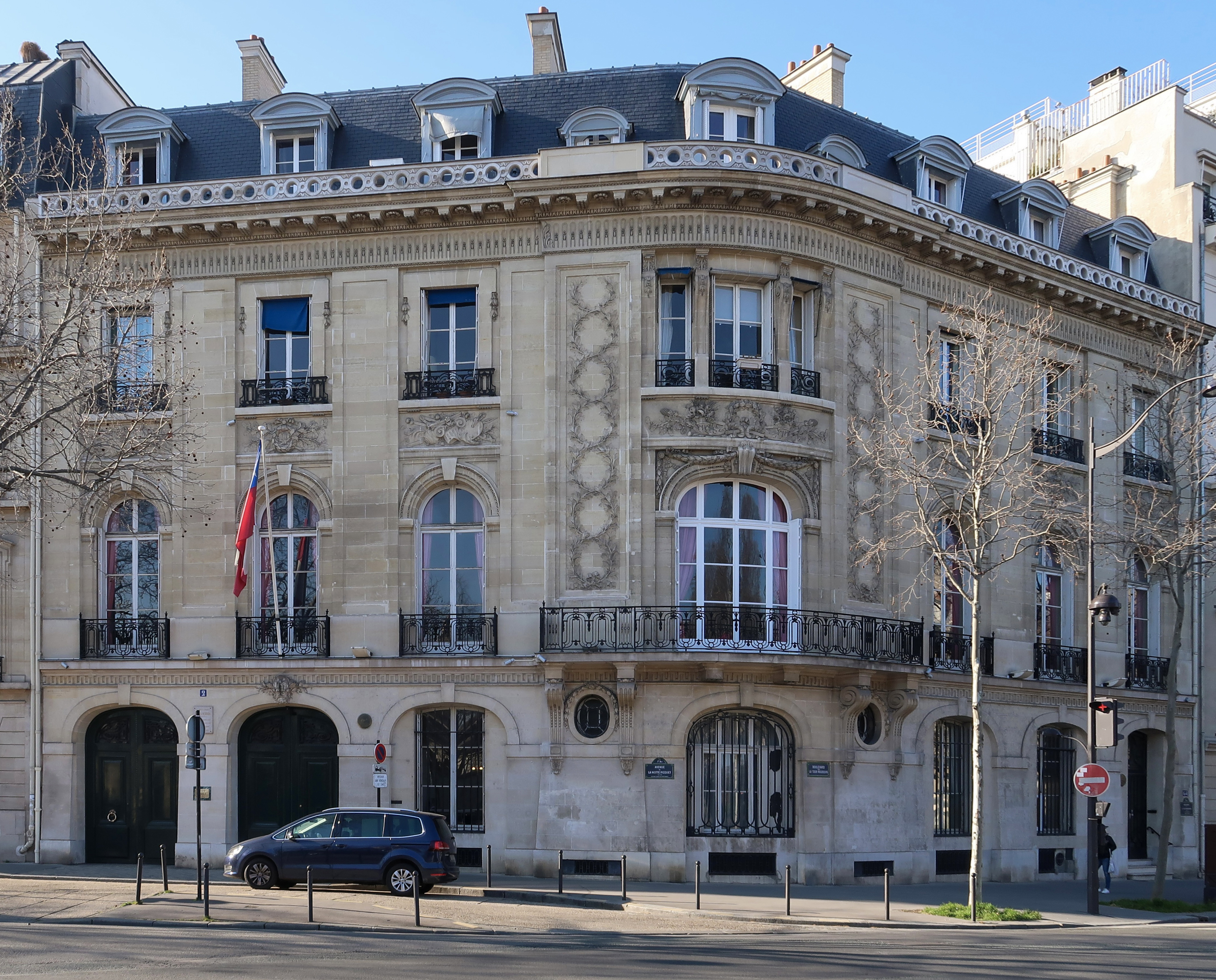
Embaixada do Chile em Paris

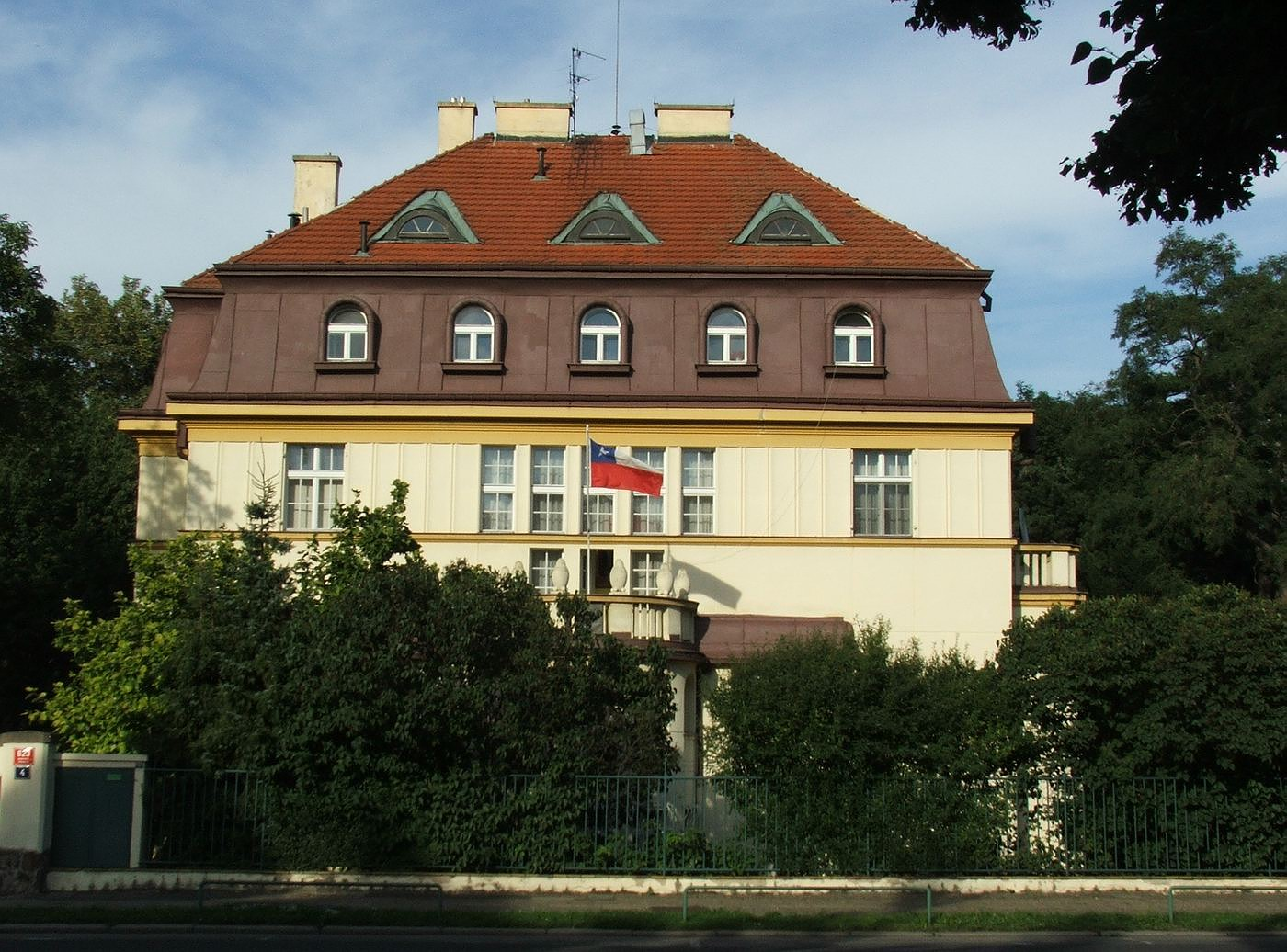
Embaixada do Chile em Praga

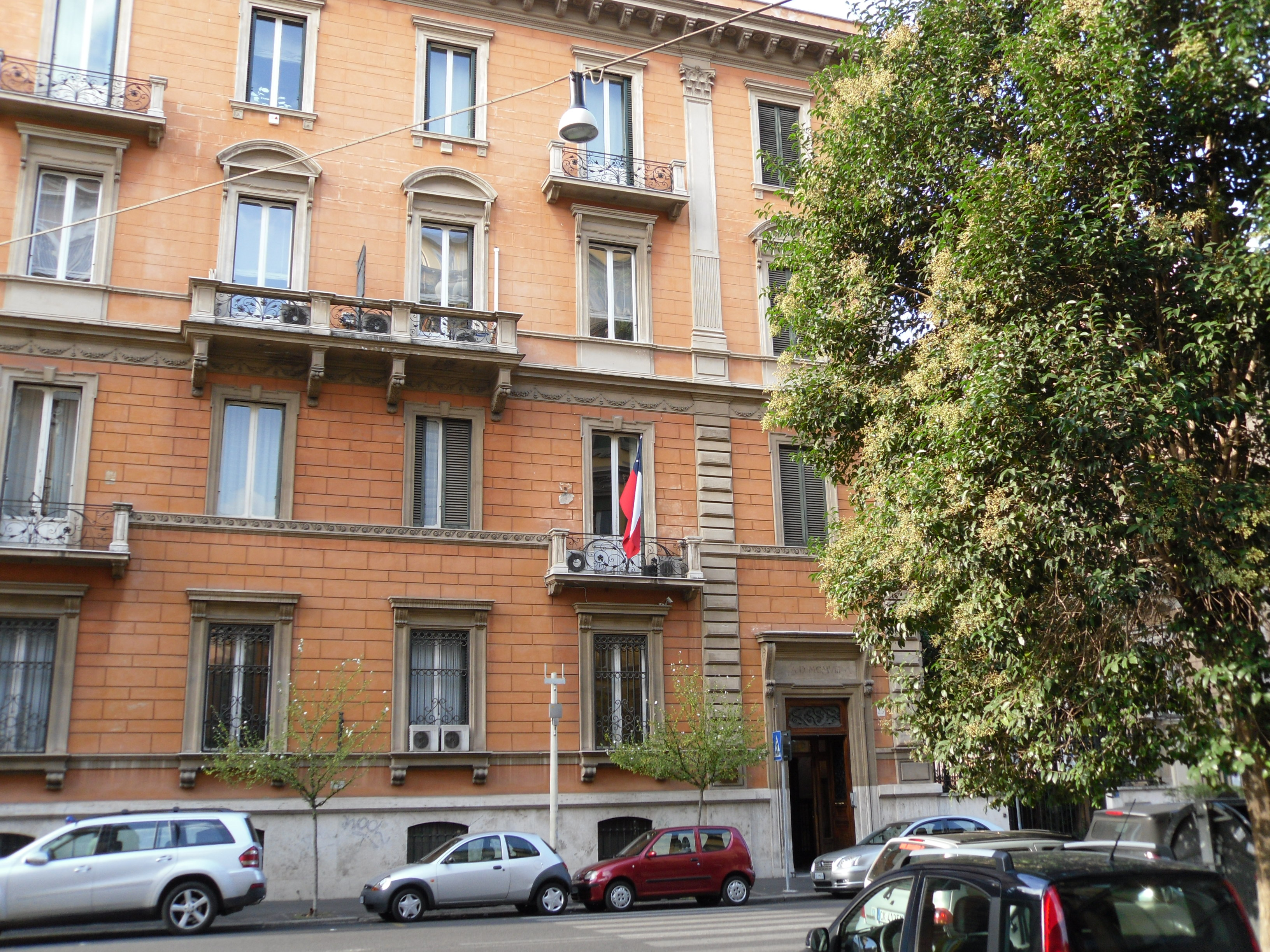
Embaixada do Chile em Roma

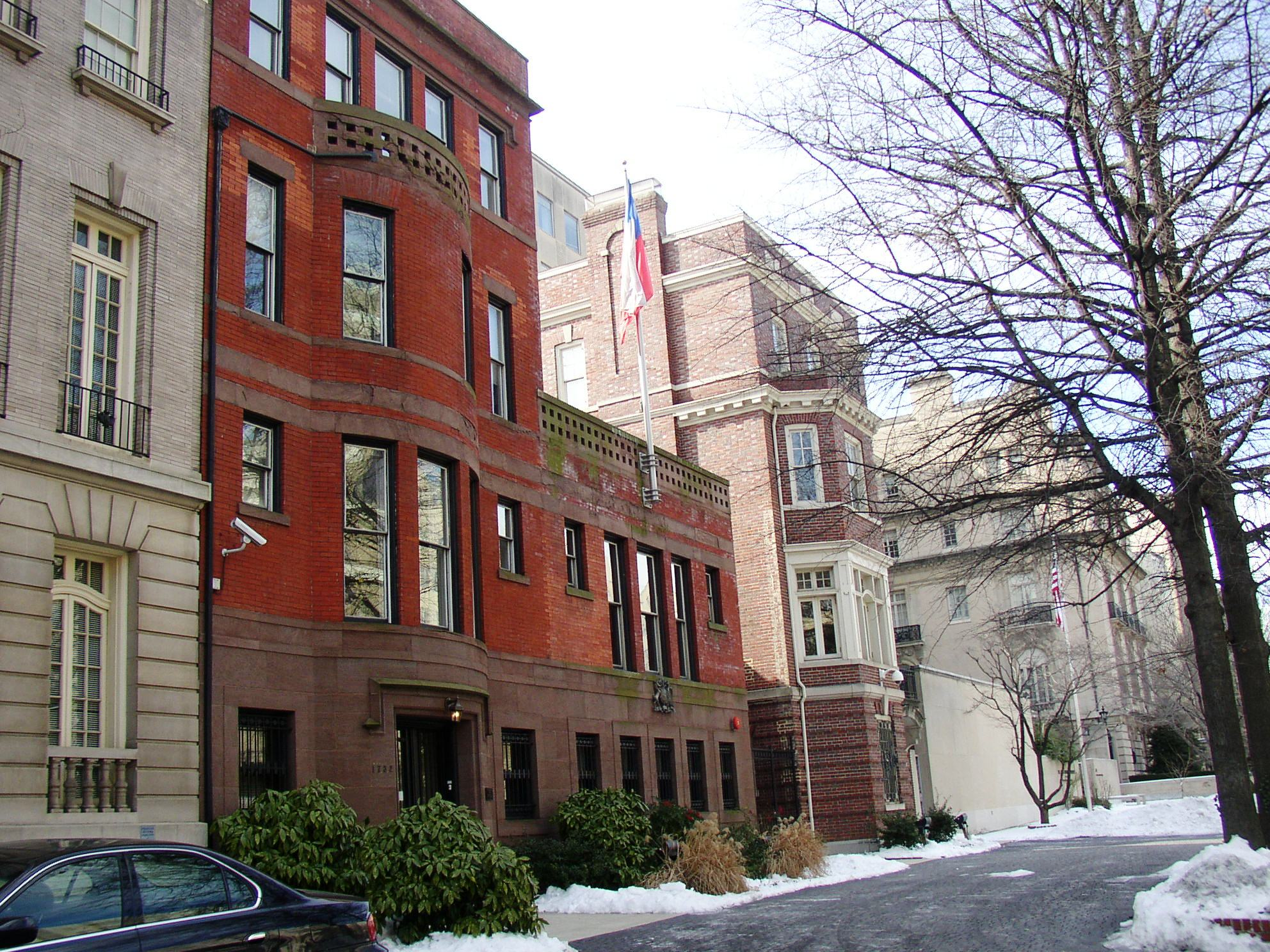
Embaixada do Chile em Washington, DC

### África
- África do Sul
  - Pretória (Embaixada)
- Argélia
  - Argel (Embaixada)
- Egito
  - Cairo (Embaixada)
- Gana
  - Acra (Embaixada)
- Marrocos
  - Rabat (Embaixada)
- Quênia
  - Nairóbi (Embaixada)

### América
- Argentina
  - Buenos Aires (Embaixada)
  - Bariloche (Consulado-Geral)
  - Córdoba (Consulado-Geral)
  - Mendoza (Consulado-Geral)
  - Neuquén (Consulado-Geral)
  - Río Gallegos (Consulado-Geral)
  - Rosario (Consulado-Geral)
  - Salta (Consulado-Geral)
  - Bahía Blanca (Consulado)
  - Comodoro Rivadavia (Consulado)
  - Mar del Plata (Consulado)
  - Río Grande (Consulado)
  - Ushuaia (Consulado)
- Bolívia
  - La Paz (Consualdo-Geral)
  - Santa Cruz de la Sierra (Consulado-Geral)
- Brasil
  - Brasília (Embaixada)
  - Porto Alegre (Consulado-Geral)
  - Rio de Janeiro (Consulado-Geral)
  - São Paulo (Consulado-Geral)
  - Campo Grande (Consulado)
- Canadá
  - Ottawa (Embaixada)
  - Montreal (Consulado-Geral)
  - Toronto (Consulado-Geral)
  - Vancouver (Consulado-Geral)
- Colômbia
  - Bogotá (Embaixada)
- Costa Rica
  - San José (Embaixada)
- Cuba
  - Havana (Embaixada)
- El Salvador
  - San Salvador (Embaixada)
- Equador
  - Quito (Embaixada)
  - Guayaquil (Consulado-Geral)
- Estados Unidos
  - Washington, DC (Embaixada)
  - Chicago (Consulado-Geral)
  - Filadélfia (Consulado-Geral)
  - Houston (Consulado-Geral)
  - Los Angeles (Consulado-Geral)
  - Miami (Consulado-Geral)
  - Nova Iorque (Consulado-Geral)
  - San Francisco (Consulado-Geral)
- Guatemala
  - Cidade da Guatemala (Embaixada)
- Guiana
  - Georgetown (Embaixada)
- Haiti
  - Porto Príncipe (Embaixada)
- Honduras
  - Tegucigalpa (Embaixada)
- Jamaica
  - Kingston (Embaixada)
- México
  - Cidade do México (Embaixada)
- Nicarágua
  - Manágua (Embaixada)
- Panamá
  - Cidade do Panamá (Embaixada)
- Paraguai
  - Assunção (Embaixada)
- Peru
  - Lima (Embaixada)
  - Tacna (Consulado-Geral)
- República Dominicana
  - Santo Domingo (Embaixada)
- Trinidad e Tobago
  - Port of Spain (Embaixada)
- Uruguai
  - Montevidéu (Embaixada)

### Ásia
- Autoridade Palestina
  - Ramallah (Escritório de Representação)
- China
  - Pequim (Embaixada)
  - Cantāo (Consulado-Geral)
  - Hong Kong (Consulado-Geral)
  - Xangai (Consulado-Geral)
- Coreia do Sul
  - Seul (Embaixada)
- Emirados Árabes Unidos
  - Abu Dhabi (Embaixada)
- Filipinas
  - Manila (Embaixada)
- Índia
  - Nova Délhi (Embaixada)
- Indonésia
  - Jacarta (Embaixada)
- Israel
  - Tel Aviv (Embaixada)
- Japão
  - Tóquio (Embaixada)
- Jordânia
  - Amã (Embaixada)
- Líbano
  - Beirute (Embaixada)
- Malásia
  - Kuala Lumpur (Embaixada)
- Singapura
  - Singapura (Embaixada)
- Tailândia
  - Bangkok (Embaixada)
- Taiwan
  - Taipei (Escritório de Representação)
- Turquia
  - Ancara (Embaixada)
- Vietname
  - Hanói (Embaixada)

### Europa
- Alemanha
  - Berlim (Embaixada)
  - Frankfurt (Consulado-Geral)
  - Hamburgo (Consulado-Geral)
  - Munique (Consulado-Geral)
- Áustria
  - Viena (Embaixada)
- Bélgica
  - Bruxelas (Embaixada)
- Croácia
  - Zagreb (Embaixada)
- Dinamarca
  - Copenhague (Embaixada)
- Espanha
  - Madrid (Embaixada)
  - Barcelona (Consulado-Geral)
- Finlândia
  - Helsínquia (Embaixada)
- França
  - Paris (Embaixada)
- Grécia
  - Atenas (Embaixada)
- Hungria
  - Budapeste (Embaixada)
- Irlanda
  - Dublin (Embaixada)
- Itália
  - Roma (Embaixada)
  - Milão (Consulado-Geral)
- Noruega
  - Oslo (Embaixada)
- Países Baixos
  - Haia (Embaixada)
  - Amsterdã (Consulado-Geral)
- Polónia
  - Varsóvia (Embaixada)
- Portugal
  - Lisboa (Embaixada)
- Reino Unido
  - Londres (Embaixada)
- Chéquia
  - Praga (Embaixada)
- Roménia
  - Bucareste (Embaixada)
- Rússia
  - Moscou (Embaixada)
- Santa Sé
  - Cidade do Vaticano (situada em Roma) (Embaixada)
- Suécia
  - Estocolmo (Embaixada)
  - Gotemburgo (Consulado)
- Suíça 
  - Berna (Embaixada)

### Oceania
- Austrália
  - Canberra (Embaixada)
  - Melbourne (Consulado-Geral)
  - Sydney (Consulado-Geral)
- Nova Zelândia
  - Wellington (Embaixada)

## Organizações multilaterais
- Bruxelas (Missão do Chile junto à União Europeia)
- Genebra (Missão permanente do Chile junto às Nações Unidas e a outras organizações internacionais)
- Montevidéu (Missão permanente do Chile junto ao MERCOSUL e à ALADI)
- Nairóbi (Missão permanente do Chile junto às Nações Unidas e outras organizações internacionais)
- Nova Iorque (Missão permanente do Chile junto às Nações Unidas)
- Paris (Missão permanente do Chile junto à Unesco)
- Roma (Missão permanente do Chile junto à Organização das Nações Unidas para a Alimentação e a Agricultura)
- Viena (Missão permanente do Chile junto às Nações Unidas)
- Washington, DC (Missão permanente do Chile junto à Organização dos Estados Americanos)